# 藍黨 (德國)
藍黨（德語：Die blaue Partei）是德國已不存在的一個民族保守主義政黨。該黨由弗劳克·佩特里成立于2017年9月17日并擔任主席，2019年12月31日正式解散。创立初衷为吸引意识形态处于基民盟和德國另類選擇之间的德国中右翼选民。

## 歷史

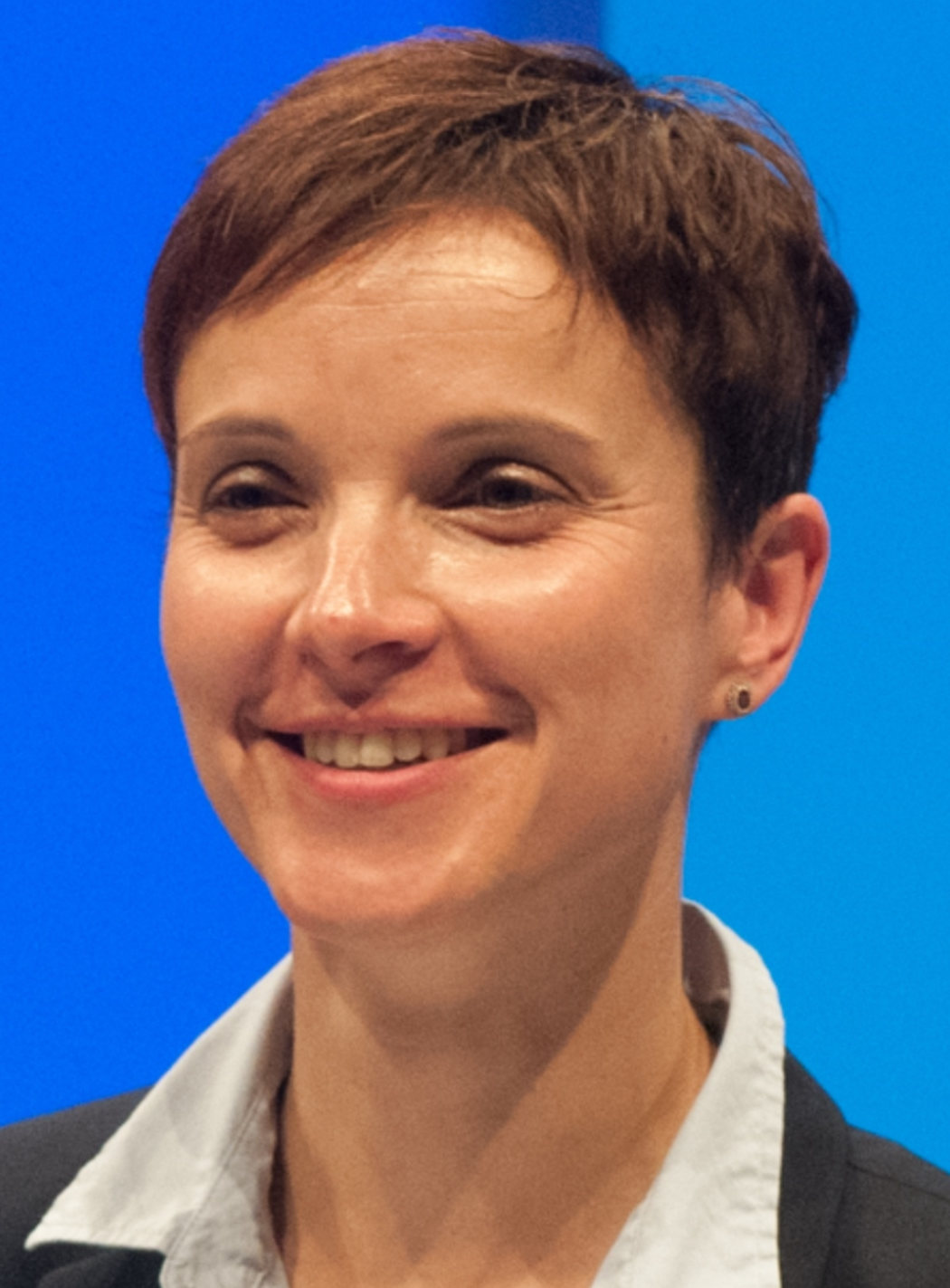
黨的领袖弗劳克·佩特里

弗劳克·佩特里於2015年7月4日當選為德國另類選擇（AfD）的領導人。但她因德国另类选择的民族主义倾向越发极端，于是於2017年9月退黨，隨後創立此黨，希望參加薩克森州2019年的州選舉。
2019年11月5日，因州議會結果不佳召開黨員大會并通過决议該黨於年底正式解散。

## 意识形态
蓝党的政策类似于德國另類選擇温和派的政策，德國之聲聲稱該黨“似乎從AfD劇本中大量借用”，要求加强邊境管制，限制庇护，不要有多重國籍。
藍黨譴責伊斯兰主义，但不支持AfD所聲稱的德國不应有伊斯蘭教的地位。

## 外部連結
- Official Webpage of "Bürgerforum Blaue Wende"